# Asura cyclota
Asura cyclota là một loài bướm đêm thuộc phân họ Arctiinae, họ Erebidae.